# Qārūjeh
Qārūjeh (persiska: قارلوجِه, قاروجه, Qārlūjeh) är en ort i Iran.   Den ligger i provinsen Östazarbaijan, i den nordvästra delen av landet, 500 km nordväst om huvudstaden Teheran. Qārūjeh ligger 188 meter över havet och antalet invånare är 546.
Terrängen runt Qārūjeh är platt åt nordväst, men åt sydost är den kuperad. Runt Qārūjeh är det ganska glesbefolkat, med 42 invånare per kvadratkilometer. Närmaste större samhälle är Gūn Gowrmez, 1,9 km nordost om Qārūjeh. Trakten runt Qārūjeh består till största delen av jordbruksmark.